# Битка за Горње Колибе
Горње Колибе су мјесто у саставу општине Брод. Дана 18. августа 1992. године извршавајући наређење команданта ТГ-3, пуковника Славка Лисице припадници 1. батаљона војне полиције, 1. крајишког корпуса успјели су уз велике губитке да овладају непријатељским првим линијама. Будући да сусједне пјешадијске јединице нису испуниле свој дио задатка, командант 1. бВП, 1. КК, капетан прве класе Радослав Лакић одлучио је јединицу вратити на почетни положај.

## Ток догађаја
Операција Коридор, коју је успјешно извела Војска Републике Српске, једна је од најзначајнијих операција вођених у току Одбрамбено-отаџбинског рата. Имала је своје три етапе у којој је остварен физички спој између западног и источног дијела Републике Српске, као и излаз на сјеверну границу Републике Српске - ријеку Саву. Прве двије етапе су остварене чак и прије планираног времена, док је трећа етапа реализована са 47 дана закашњења. На жалост и губици у 3. етапи били су много већи од оних у прве двије етапе.
Покушавајући испунити наређење о освајању Босанског Брода, командант ТГ-3, пуковник Славко Лисица издао је Заповест за напад 16. 08. 1992. године у којој као главни циљ напада наводи истакнута непријатељска упоришта Бијело Брдо и Костреш као и остала мјеста у главном и помоћном правцу напада.
Борбени задатак 1. бВП, 1. КК извршавао је извођењем активних борбених дејстава за ослобађање Босанског Брода на помоћном правцу наведеног напада у рејону села Горње Колибе, општина Брод. Овај задатак реализован је у времену од 15. августа. до 21. августа. 1992. године. Кључни дан тешких борби био је 18. август 1992. године када су 1. и 2. чета уз садејство протвитерористичког вода 1. бВП, 1. КК извршиле напад на непријатељске линије у рејону села Горње Колибе. Савладавши одбрану муслиманских и хрватских јединица припадници 1. бВП прелазе преко непријатељске утврђене линије и улазе у прве куће села Горње Колибе. Приликом борби у селу гине 6 припадника 1. бВП, док је 6 теже, а 12 лакше рањено. Укупан биланс избачених из строја био је 26. Иако су успјели задржати достигнуте линије у дубини 1-1,5 километра, сусједне јединице нису испуниле своје задатке. Командант 1. бВП одлучује да се јединица врати на почетни положај.
Дана 18. августа. 1992. године погинули су сљедећи припадници 1. бВП, 1. КК:
- Лазић Ново - старији водник
- Ђурић Душко - водник
- Остојић Оливер - војник
- Вујановић Маринко - војник
- Субашић Шпиро - војник
- Кошутић Зоран - војник

Извршавајући задатак, јурећи испред својих војника, не осврћући се ни лијево ни десно, позивајући војнике „само за мном“, храбро гине старији водник Лазић Ново из 2. чете. На извршавању овог задатка завидну храброст, сталоженост и пожртвованост показала је болничарка 1. бВП Ђајић Зорка. Јединица је сутрадан повучена на одмор и у резерву команданта ТГ-3, пуковник Славка Лисице, а положаји су предати на чување Крњинској бригади. Костреш је освојен 26. августа 1992. године за један и по сат.
Споменик погинулим припадницима 1. бВП био је првобитно постављен на самом локалитету гдје су извођене борбе. Неколико пута је девастиран и оштећен па је на крају премјештен на садашњи локалитет у дворишту Мјесне заједнице Унка. Ветерани и чланови УГ 1. (11.) батаљон војне полиције, 1. КК сваке године присуствују парастосу код споменика страдалим саборцима у мјесту Унка поред Горњих Колиба.

## Галерија
- Споменик погинулим припадницима Првог батаљона ВП
- Споменик погинулим припадницима Првог батаљона ВП
- Споменик погинулим припадницима Првог батаљона ВП
- Споменик погинулим припадницима Првог батаљона ВП
- Споменик погинулим припадницима Првог батаљона ВП
- Ветерани и чланови УГ 1. (11.) батаљон војне полиције код споменика погинулим саборцима